# Hell (álbum de James Brown)
Hell é o 41º álbum de estúdio do músico americano James Brown. O álbum foi lançado em 28 de junho de 1974 pela Polydor Records.

## Faixas
| Lado A |                                   |         |  |
| N.º    | Título                            | Duração |  |
| 1.     | "Coldblooded"                     | 4:45    |  |
| 2.     | "Hell"                            | 5:03    |  |
| 3.     | "My Thang"                        | 4:20    |  |
| 4.     | "Sayin' It and Doin' It"          | 3:05    |  |
| 5.     | "Please, Please, Please" (Remake) | 4:07    |  |

| Lado B |                                                                  |         |  |
| N.º    | Título                                                           | Duração |  |
| 6.     | "When the Saints Go Marchin' In"                                 | 2:43    |  |
| 7.     | "These Foolish Things (Remind Me of You)"                        | 3:14    |  |
| 8.     | "Stormy Monday"                                                  | 3:15    |  |
| 9.     | "A Man Has to Go Back to the Cross Road Before He Finds Himself" | 2:52    |  |
| 10.    | "Sometime"                                                       | 4:15    |  |

| Lado C |                                                                                |         |  |
| N.º    | Título                                                                         | Duração |  |
| 11.    | "I Can't Stand It '76'" (Remake of "I Can't Stand Myself (When You Touch Me)") | 8:10    |  |
| 12.    | "Lost Someone" (Remake)                                                        | 3:35    |  |
| 13.    | "Don't Tell a Lie about Me and I Won't Tell the Truth on You"                  | 5:05    |  |

| Lado D |                           |         |  |
| N.º    | Título                    | Duração |  |
| 14.    | "Papa Don't Take No Mess" | 13:51   |  |